# Rumba Tres
Rumba Tre (o Rumba 3) è un gruppo spagnolo di rumba catalana formato per Pedro Capdevila, Juan Capdevila e José Sardaña.
Hanno iniziato la loro carriera sotto il nome di Los Espontáneos intorno al 1963. Come Rumba Tres hanno pubblicato il loro primo album nel 1970, con canzoni come Tu nombre e Besos. Più tardi sono usciti altri album come Los palitos, Ana María, Beatriz e Me marcharé. Durante quel decennio, sono diventati uno dei punti di riferimento della rumba in Spagna, insieme a Peret e Los Amaya.
Il loro primo grande successo è stato Perdido amor. Successivamente hanno pubblicato altri singoli, come Que tengo lo que quiero. Il gruppo aveva Manuel Sánchez Pernía come autore di diverse canzoni di successo, fra cui No sé, no sé, la canzone più famosa della band nel corso della loro lunga carriera e con la quale hanno ottenuto vendite milionarie e sono arrivati in cima alla classifica nazionale. Nel 1978 hanno anche partecipato al festival di Sopot, vincendo il premio speciale della radio e della televisione polacca.

## Storia

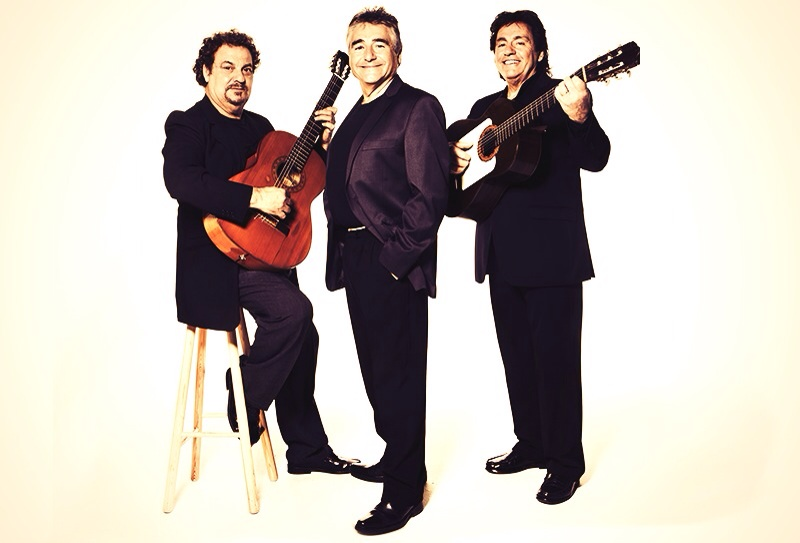
Rumba Tres

### Los Espontáneos (1963-1970)
Il gruppo Rumba Tres è composto da Pedro Capdevila, Juan Capdevila e José Sardaña. I due fratelli, Pedro e Juan, sono stati uniti dalla loro grande amicizia con José sin dal loro incontro alla scuola nazionale Cristóbal Colón. Era necessario cercare un nome, il segno distintivo della loro qualità artistica e così sono apparvero in pubblico come Los Espontáneos. Il padre dei due fratelli divenne il loro mentore e manager. La prima apparizione in pubblico ha avuto luogo nel Centro Parrocchiale del Buono Pastor. 
Nel 1963, Radio Barcelona ha avviato un programma domenicale intitolato La comarca nos visita. Los Espontáneos sono stati invitati come ospiti e per la prima volta nella loro vita come artisti professionisti. Fu insieme a Salvador Escamilla e al suo programma Radio-scop che ottennero il loro primo contratto discografico con la Discophon. 

### Rumba Tres (1970-presente)
Il cambio di etichetta discografica con la Belter ha significato l'impossibilità di mantenere il nome di Los Espontáneos. Avendo optato per l'interpretazione della rumba catalana ed essendo tre i componenti del gruppo, si è presto scelto per il nome Rumba Tres.
Il primo album della loro seconda fase discografica fu pubblicato all'inizio del 1970, comprese le canzoni come Tu nombre e Besos. Successivamente sono arrivati gli album Los palitos, Ana María, Beatriz e Me marché.
Il brano che ha centrato il bersaglio del successo e della popolarità si intitola Perdido amor, una versione di quello precedentemente inciso da Rosa Morena. Il suo straordinario dinamismo e l'eccellente fattura musicale hanno mantenuto il trio nella prima sessione plenaria dell'etichetta discografica nazionale per più di sei mesi, raggiungendo il numero uno nelle classifiche della canzone spagnola e il disco di platino.
Dopo Perdido amor, i Rumba Tres hanno consolidato il suo successo con Tengo lo que quiero, una rumba allegra, giovanile, spensierata che ha riaffermato Pedro, Pepe e Juan in prima linea nella popolarità, e con cui hanno ottenuto un disco d'oro.
In concomitanza con l'uscita del loro nuovo album No sé, no sé nel 1975, i Rumba Tres hanno iniziato la loro campagna promozionale europea pubblicando molti dei loro album in Germania, Belgio e Francia. L'estate di questo stesso anno è stata definitiva per la loro consacrazione, e questo grazie a "No sé, no sé", numero uno nelle vendite in Spagna e presente in varie hit parade nazionali, ottenendo un nuovo disco di platino, e molti premi, tra i quali vale la pena segnalare il primo posto al Festival Internazionale della Canzone di Sopot (Polonia) nel 1978, e i due inviti come artisti consacrati al Festival Internazionale della Canzone di Viña del Mar in Cile. A poco a poco, ma con passo deciso, i Rumba Tres si sono affermati con brani come No vezes a soñar, Indiferencia, Quiero ser feliz, El tiburón e molti altri.

## Discografia
- 1968 - Los Espontáneos, Los palitos - Discophon
- 1969 - Los Espontáneos, Mala Yerba - Discophon
- 1971 - El Belén - Belter
- 1972 - Rumba 3 - Belter
- 1973 - Bravo - Belter
- 1973 - Perdido amor - Belter
- 1974 - Canta y se feliz - Belter
- 1974 - Nata, limón y fantasía - Belter
- 1975 - No sé, no sé - Belter
- 1975 - Quiero Ser Feliz - Belter
- 1975 - Rumba Tres - Alhambra
- 1975 - No vuelvas a soñar - Belter
- 1976 - A Belén - Belter
- 1976 - Sudamerica Por Rumbas - Belter
- 1976 - El tiburón - Belter
- 1977 - De Vacaciones - Belter
- 1977 - En El Equador - Belter
- 1978 - Rumba Tres - Alhambra
- 1978 - Acuérdate Que Te Quiero - Belter
- 1979 - Y No Te Quedan Lágrimas - Alhambra
- 1979 - No Sé, No Sé - Belter
- 1980 - La Fiesta - Belter
- 1981 - Perdido Amor - Belter
- 1981 - Quisiera Ser Bandolero - Polydor
- 1982 - Villancicos - Belter
- 1982 - Mi Vida, Tú - Atlas
- 1983 - Rumba Tres 3 - Polydor
- 1987 - La Pobreza Bajo Cero - PDI
- 1988 - Rumbamania - Red Bullet
- 1989 - Feliz Navidad - Sono-Rodven
- 1989 - Rumbamania (LP, Album, P/Mixed) - ToCo International
- 1990 - Amazonia - Sono-Rodven
- 1992 - No sé, no sé - Divucsa
- 1992 - Manamaha - Dino Music
- 1994 - A Que No Lo Haces - Divucsa
- 1995 - Loco Corazon - Red Bullet
- 1999 - Grandes Exitos - Mediterraneo Music S.L.
- 2003 - Si3mpr3 - Moder Music